# Picarol
Picarol (en idioma catalán, cascabel) fue una revista humorística catalana publicada en Barcelona del 10 de febrero al 16 de marzo de 1912.
Editada por el promotor cultural Santiago Segura, del Faianç Català, colaboraron grandes nombres del humor gráfico catalán, como Xavier Nogués, Josep Aragay o Joan Colom. Era una publicación de gran formato, muy elegante, con portada a dos tintas y muy editada. Se practicaba un humor catalán intelectualizado, quizás algo elitista, pero muy sutil e inteligente.
Se editó un facsímil con la colección completa, que es posible consultar en el proyecto ARCA de la Biblioteca de Cataluña.